# 王大鹏 (1942年)
王大鹏（1942年—），男，汉族，北京人，中华人民共和国政治人物。曾任北京市食品研究所所长。第八、九届全国政协委员。